# Grammadera
Grammadera is een geslacht van rechtvleugeligen uit de familie sabelsprinkhanen (Tettigoniidae). De wetenschappelijke naam van dit geslacht is voor het eerst geldig gepubliceerd in 1878 door Brunner von Wattenwyl.

## Soorten
Het geslacht Grammadera omvat de volgende soorten:
- Grammadera albida Brunner von Wattenwyl, 1878
- Grammadera chapadensis Bruner, 1915
- Grammadera clara Brunner von Wattenwyl, 1878
- Grammadera forcipata Rehn, 1907
- Grammadera hastata Brunner von Wattenwyl, 1891
- Grammadera janeirensis Bruner, 1915
- Grammadera pellucida Giglio-Tos, 1898
- Grammadera rosea Giglio-Tos, 1898
- Grammadera rostrata Rehn, 1907
- Grammadera steinbachi Bruner, 1915